# محمد جمال سيد
محمد جمال لاعب كرة قدم مصري في مركز خط الوسط المهاجم ، انضم لناشئي نادي الزمالك في 2015 قادمًا من نادي الترسانة ، ويلعب حاليًا لنادي طلائع الجيش.